# Macieira da Lixa
Macieira da Lixa é uma povoação portuguesa do Município de Felgueiras que foi sede da extinta Freguesia de Macieira da Lixa, freguesia que tinha 5,38 km² de área e 1 961 habitantes (2011), e, por isso, uma densidade populacional de 364,5 hab/km². Estava integrada na cidade da Lixa.
A Freguesia de Macieira da Lixa foi extinta em 2013, no âmbito de uma reforma administrativa nacional, para, em conjunto com a Freguesia de Caramos, formar uma nova freguesia denominada União das Freguesias de Macieira da Lixa e Caramos da qual é a sede.
Antigamente chamada Santa Leocádia de Macieira da Lixa, em 1852 fazia parte do concelho de Lousada.

## População
| População da freguesia de Macieira da Lixa | População da freguesia de Macieira da Lixa | População da freguesia de Macieira da Lixa | População da freguesia de Macieira da Lixa | População da freguesia de Macieira da Lixa | População da freguesia de Macieira da Lixa | População da freguesia de Macieira da Lixa | População da freguesia de Macieira da Lixa | População da freguesia de Macieira da Lixa | População da freguesia de Macieira da Lixa | População da freguesia de Macieira da Lixa | População da freguesia de Macieira da Lixa | População da freguesia de Macieira da Lixa | População da freguesia de Macieira da Lixa | População da freguesia de Macieira da Lixa |
| ------------------------------------------ | ------------------------------------------ | ------------------------------------------ | ------------------------------------------ | ------------------------------------------ | ------------------------------------------ | ------------------------------------------ | ------------------------------------------ | ------------------------------------------ | ------------------------------------------ | ------------------------------------------ | ------------------------------------------ | ------------------------------------------ | ------------------------------------------ | ------------------------------------------ |
| 1864                                       | 1878                                       | 1890                                       | 1900                                       | 1911                                       | 1920                                       | 1930                                       | 1940                                       | 1950                                       | 1960                                       | 1970                                       | 1981                                       | 1991                                       | 2001                                       | 2011                                       |
| 660                                        | 675                                        | 713                                        | 855                                        | 952                                        | 938                                        | 960                                        | 1 189                                      | 1 365                                      | 1 449                                      | 1 450                                      | 1 638                                      | 1 938                                      | 2 065                                      | 1 961                                      |

| Distribuição da População por Grupos Etários | Distribuição da População por Grupos Etários | Distribuição da População por Grupos Etários | Distribuição da População por Grupos Etários | Distribuição da População por Grupos Etários | Distribuição da População por Grupos Etários | Distribuição da População por Grupos Etários | Distribuição da População por Grupos Etários | Distribuição da População por Grupos Etários | Distribuição da População por Grupos Etários |
| -------------------------------------------- | -------------------------------------------- | -------------------------------------------- | -------------------------------------------- | -------------------------------------------- | -------------------------------------------- | -------------------------------------------- | -------------------------------------------- | -------------------------------------------- | -------------------------------------------- |
| Ano                                          | 0-14 Anos                                    | 15-24 Anos                                   | 25-64 Anos                                   | > 65 Anos                                    |                                              | 0-14 Anos                                    | 15-24 Anos                                   | 25-64 Anos                                   | > 65 Anos                                    |
| 2001                                         | 429                                          | 348                                          | 1 069                                        | 219                                          |                                              | 20,8%                                        | 16,9%                                        | 51,8%                                        | 10,6%                                        |
| 2011                                         | 271                                          | 278                                          | 1 108                                        | 304                                          |                                              | 13,8%                                        | 14,2%                                        | 56,5%                                        | 15,5%                                        |

## Associações
- Associação Cultural e Recreativa de Macieira da Lixa
- Grupo Desportivo da Maçorra
- Rancho Folclórico de Macieira da Lixa: http://www.rfmlixa.com
- Rancho Folclórico de Passarias e Real
- Grupo de Teatro Macpiremo: http://teatropeandre.wordpress.com/
- CCML Coro - Coro da Catequese de Macieira da Lixa http://ccmlcoro.wix.com/ccml